# داريا فيدافسكا
داريا فيدافسكا هي ممثلة بولندية ولدت في 1 مايو 1977.

## روابط خارجية
- داريا فيدافسكا على موقع IMDb (الإنجليزية)